# Ягоїт
Ягоїт — мінерал, силікат свинцю острівної будови.
Названий за прізвищем американського колекціонера мінералів Д. Б. Яго (D.B.Jaho), R.Blix, O.Gabrielson, F.E.Wickman, 1957.

## Опис
Хімічна формула: 1. За Є. К. Лазеренком, Г.Штрюбелем та З. Х. Ціммером: Pb8Fe23+[(Cl, O)|(Si3O9)]3. 2. За К.Фреєм: Pb3FeSi3O10(OH, Cl). 3. «Fleischer's Glossary» (2004): Pb3FeSi4O12(Cl, OH). Склад у % (з родов. Лонґбан, Швеція): PbO — 64,26; Fe2O3 — 7,00; Cl — 3,25; SiO2 — 22,35; H2O — 0,36. Домішки: MnO, CaO, Na2O, MgO, Al2O3, K2O, BeO, TiO2. Сингонія тригональна. Ромбоедричний вид. Форми виділення: тонкозернисті та лускуваті слюдоподібні аґреґати. Спайність досконала по (0001). Густина 5,43. Твердість 3,0-3,5. Колір жовто-зелений. Риса жовта. Блиск скляний.

## Розповсюдження
Знайдений у родовищі Лонґбан (Швеція) в гематитовій руді разом з кварцом і меланотекітом.